# Maria Zhang
Maria Zhang (nascuda Marysia Zhang) és una actriu xinesa-polonesa. Interpreta a Suki a Avatar: The Last Airbender, una propera adaptació d'acció en imatge real de la sèrie animada del mateix nom del 2005-2008.

## Primers anys
Zhang va néixer a Polònia d'una mare polonesa i un pare xinés. Quan tenia un any, Zhang i els seus pares es van traslladar a Pequín, on va créixer. Va passar els estius amb la seua família a la Polònia rural i parla xinés, polonés i anglés. Mentre estaven a Polònia als dotze anys, ella i la seua germana es van trobar amb un retall de diari d'un anunci de càsting d'un grup de teatre comunitari. Més tard, es va traslladar al sud de Califòrnia per assistir a la USC. Els dos pares de Zhang són artistes.

## Carrera
Zhang va protagonitzar el curtmetratge del 2021 All I Ever Wanted. La pel·lícula va ser una selecció oficial al Los Angeles Asian Pacific Film Festival.
El desembre de 2021, Zhang va ser elegida per interpretar a Suki, la líder d'una força de lluita femenina d'elit coneguda com les Guerreres Kyoshi a Avatar: The Last Airbender.

## Filmografia
| Any  | Títol                               | Personatge | Notes                                               |
| ---- | ----------------------------------- | ---------- | --------------------------------------------------- |
| 2018 | Continuum                           | Dayna Hu   | Curtmetratge, apareix als credits com Marysia Zhang |
| 2019 | Dear Mom                            | Vivian     | Curtmetratge                                        |
| 2021 | All I Ever Wanted                   | Jennifer   | Short film                                          |
| 2020 | WorkInProgress: A Comedy Web-Series | Ani Dinh   | Web sèrie, 5 episodes                               |
| TBD  | Avatar: The Last Airbender          | Suki       | Sèrie, postproducció                                |